# 壶花荚蒾
壶花荚蒾（学名：Viburnum urceolatum）为忍冬科荚蒾属下的一个种。